# Time 100: Danh sách nhân vật ảnh hưởng nhất trên thế giới năm 2005
Danh sách nhân vật ảnh hưởng nhất trên thế giới năm 2005 là một bản danh sách bình chọn những nhân vật ảnh hưởng đến thế giới trong năm 2005 do tạp chí TIME (Mỹ), công bố vào năm 2005.

## Nhân vật của năm 2005
- Những người Samaria nhân lành

## Những nhà lãnh đạo và những nhà cách mạng
- George W. Bush
- Condoleezza Rice
- Bill Clinton
- Barack Obama
- Bill Frist
- Donald Rumsfeld
- Mark Malloch Brown
- Gordon Brown
- Ali Husaini Sistani
- Abu Mousab al-Zarqawi
- Hồ Cẩm Đào
- Kim Jong Il
- Manmohan Singh
- Thabo Mbeki
- Joseph Cardinal Ratzinger
- Mahmoud Abbas
- Ayaan Hirsi Ali
- Ariel Sharon
- Javier Solana
- John Howard
- Chen Shui-bian
- Hugo Chávez

## Những nhà xây dựng và những nhà sáng tạo
- Steve Jobs
- The Google Guys
- Lee Scott
- Meg Whitman
- Martha Stewart
- Craig Newmark
- Jay-Z
- Amy Domini
- Reed Hastings
- Bram Cohen
- Martin Sorrell
- John Bond
- Howard Stringer
- Katsuaki Watanabe
- Noël Forgeard
- Anne Lauvergeon
- Ren Zhengfei
- Lee Kun Hee
- Roman Abramovich
- The Blackberry Guys
- Rupert Murdoch

## Những người nổi tiếng trong thế giới nghệ thuật và giải trí
- Clint Eastwood
- Michael Moore
- Hilary Swank
- Quentin Tarantino
- Dan Brown
- Dave Eggers
- Marc Cherry
- John Elderfield
- Kanye West
- Jon Stewart
- Alicia Keys
- Jamie Foxx
- Johnny Depp
- Art Spiegelman
- The Halo Trinity
- Ann Coulter
- Hayao Miyazaki
- Ziyi Zhang
- Juanes
- Miuccia Prada
- Marc Newson
- Santiago Calatrava
- Alice Munro
- Cornelia Funke

## Những người hùng và những thần tượng
- Bill Gates
- Oprah Winfrey
- LeBron James
- Eliot Spitzer
- Melissa Etheridge
- The Dalai Lama
- Nelson Mandela
- Viktor Yushchenko
- Dina Astita
- Hania Mufti
- Wangari Maathai
- Mary Robinson
- Lubna Olayan
- Ellen MacArthur
- John Stott
- Michael Schumacher
- Stephen Lewis

## Những nhà khoa học và những nhà tư tưởng
- Jeffrey Sachs
- Malcolm Gladwell
- Robert Klein
- Andrew Weil
- Burt Rutan
- Karl Rove
- Rick Warren
- Brian Atwater
- Mitchell Baker
- Timothy Garton Ash
- Natan Sharansky
- Abdolkarim Soroush
- Peter Singer
- Richard Pound
- Lee Kuan Yew
- Larry Summers